# Direito de asilo
O direito de asilo (também conhecido como asilo político) é uma antiga instituição jurídica segundo a qual uma pessoa perseguida por suas opiniões políticas, situação racial ou sexual, ou convicções religiosas no seu país de origem pode ser protegida por outra autoridade soberana (quer a Igreja, como no caso dos santuários medievais, quer em país estrangeiro). Conforme leciona o jurista Francisco Rezek: "Asilo político é o acolhimento, pelo Estado, de estrangeiro perseguido alhures (...) por causa de dissidência política, de delitos de opinião, ou por crimes que, relacionados com a segurança do Estado, não configuram quebra do direito penal comum".
Não se deve confundir o asilo político com o moderno ramo do direito dos refugiados, que trata de fluxos maciços de populações deslocadas, enquanto que o direito de asilo se refere a indivíduos e costuma ser outorgado caso a caso. Os dois institutos podem ocasionalmente coincidir, já que cada refugiado pode requerer o asilo político individualmente.
O direito de asilo tem origem numa longa tradição ocidental, embora já fosse reconhecida pelos egípcios, gregos e judeus. Por exemplo, Descartes asilou-se nos Países Baixos, Voltaire na Inglaterra, Hobbes na França e assim por diante. Cada um daqueles Estados outorgou a sua proteção a estrangeiros perseguidos.
No Brasil, a concessão de asilo político é uma possibilidade prevista pela Constituição e é uma prerrogativa do Executivo, por meio do Ministério da Justiça. Em 2013, Edward Snowden demonstrou publicamente que gostaria de obter asilo político do governo brasileiro.
Segundo alguns, o surgimento, no século XX, de tratados bilaterais de extradição teria mitigado os efeitos do direito de asilo, embora os Estados procurem limitar a extradição prevista em tratado aos casos de crime comum, o que exclui motivos de perseguição política, religiosa ou étnica.